# استخدام المبيدات الحشرية المحظورة
مبيدات الآفات مقيّدة الاستخدام (تُعرف اختصارًا باسمِ RUP) هي مبيدات حشرية غير متوفرة لعامة الناس في الولايات المتحدة. تصنيف «الاستخدام المقيد» يقيد استخدام المنتج أو استخدامه من قبل مطبق مبيد الآفات المعتمد أو تحت الإشراف المباشر لمقدم تطبيق معتمد. هذا يعني أن الترخيص مطلوب لشراء المنتج وتطبيقه. تدار برامج الشهادات من قبل الحكومة الفيدرالية والولايات الفردية وسياسات الشركة التي تختلف من ولاية إلى أخرى. تتم إدارة ذلك من قبل وكالة حماية البيئة الأمريكية (EPA) بموجب معيار حماية العمال.
يتم تصنيف مبيدات الآفات على أنها «استخدامٌ مقيّد» لعدة أسباب، مثل احتمالية أو تاريخ تلوث المياه الجوفية. الأترازين هو أكثر مبيدات الأعشاب مقيدة الاستخدام على نطاق واسع، ولكن هناك أكثر من 700 مبيد حشري «للاستخدام المقيد» اعتبارًا من عام 2017. يتم تقييد استخدام العديد من مبيدات الحشرات ومبيدات الفطريات المستخدمة في إنتاج الفاكهة.

## المتطلبات
يحدد معيار حماية العمال (WPS) نوع المتطلبات التي يجب تلبيتها للحصول على الترخيص المناسب اللازم لشراء مبيدات الآفات المقيدة الاستخدام وتطبيقها. يتطلّب معيار اتصالات المخاطر من جميع أصحاب العمل الكشف عن جميع المخاطر للموظفين بشكل منفصل عن نظام حماية الأجور. يجب أن يحتفظ مشرفو مكافحة الآفات المرخصون بسجلات التطبيق لمدة 3 سنوات أو أكثر، وفقًا لما تحدده قوانين الولاية والقوانين الفيدرالية. يجب أن تحدد هذه السجلات تاريخ ومكان ونوع المبيد الذي تم استخدامه. بالإضافة إلى ذلك، يجب على مشرفي مكافحة الآفات المرخصين إخطار الوكالة الحكومية المحلية المسؤولة عن جودة الهواء للوفاء بالقوانين التي تحكم الحق في المعرفة، فيما يتعلق بمخاطر الصحة العامة والسلامة عند استخدام مبيدات الآفات المقيدة للاستخدام خارج المباني.

## روابط خارجية
- تقرير منتجات الاستخدام المقيد (RUP)